# Рзаева, Минаввар Меджид кызы
Минаввар Меджид кызы Рзаева (азерб. Münəvvər Məcid qızı Rzayeva; 6 июня 1929, Шуша — 6 июня 2004, Баку) — азербайджанский скульптор, заслуженный художник Азербайджана (1992).

## Биография
Минаввар Рзаева происходила из рода основателя Карабахского ханства Панах Али-хана. Она родилась в 1929 году в Шуше. Мать Рзаевой получила образование в женской гимназии, была домохозяйкой и занималась воспитанием детей. Отец же был видным специалистом по коврам, к которому нередко за консультацией обращался сам Лятиф Керимов, видный ковроткач, народный художник республики и лауреат Сталинской премии.
С самого детства Минаввар любила играть с глиной, которой было очень много на участке возле их дома. Из неё она лепила фигурки, различные игрушки для себя, а также своеобразные картины.
Но помимо лепки, Минаввар любила спорт и увлекалась бегом, а также ей очень нравилось вышивать, поэтому она решила поступить на факультет декоративно-прикладного искусства Азербайджанского художественного училища. Но когда студентам I курса объявили о возможности перейти на скульптурный, Рзаевой послышалось «физкультурный», и она тут же подняла руку. Перед Рзаевой поставили большой гипсовый слепок ноги и предложили сделать копию. Минаввар, думая, что это слепок ноги известного спортсмена, справилась с заданием и была принята на скульптурный факультет. Когда всё выяснилось, что-либо менять было поздно.
В 1949 году газета «Молодежь Азербайджана» сообщала, что «отличница учёбы Минаввар Рзаева готовит дипломную работу — фигуру матроса». Через несколько месяцев эта же газета писала, что «Минаввар Рзаева, успешно окончив училище, намеревается продолжить образование в институте имени Сурикова Академии художеств СССР». Автор статьи особо отмечал, что, обучаясь в мастерской лауреата Сталинской премии, действительного члена-корреспондента Академии художеств СССР Петра Сабсая, «исключительно способная и трудолюбивая Шаргия (второе имя Рзаевой) не ограничивается заданиями своего преподавателя и сама создает интересные композиции. Уже будучи выпускницей она приняла участие в республиканской выставке с работой „Альпинистка“, которая сразу обратила на себя внимание, никого не оставив равнодушным, столько в ней было экспрессии».
В 1956 году Минаввар Рзаева окончила Московский художественный институт имени В. И. Сурикова.
Работы Минаввар Рзаевой украшают 18 городов и районных центров Азербайджана, а также музеи и выставочные салоны. Ей принадлежат украшающие Баку памятник репрессированному азербайджанскому поэту Микаилу Мушфику, трагически погибшей в 23 года первой женщине-механизатору Азербайджана, Севили Казиевой, а также общественному и государственному деятелю, первой женщине-председателю Верховного суда Азербайджана, жертве сталинских репрессий Айне Султановой, установленные в Гяндже памятники уроженок города, поэтесс Мехсети Гянджеви и Нигяр Рафибейли. Всего Рзаевой создано 92 скульптурных образа. Семь монументальных памятников работы Минаввар Рзаевой установлены в 7 городах Азербайджана. В Музее Низами находятся семь бюстов поэтов и писателей Азербайджана.
В 1992 году Минаввар Рзаева была удостоена звания Заслуженного художника Азербайджанской Республики.
Минаввар Рзаева творила почти до самого конца своей жизни. Рзаева была вынуждена окончательно прекратить свою деятельность из-за ухудшившегося зрения лишь за два года до кончины.
Скончалась Минаввар Рзаева в 2004 году, в день своего 75-летия.

## Галерея работ

Памятник Микаилу Мушфигу в Баку
Памятник Айне Султановой в Баку
Памятник Мехсети Гянджеви в Гяндже